# Municipio de Williamsburg (Kansas)
El municipio de Williamsburg (en inglés: Williamsburg Township) es un municipio ubicado en el condado de Franklin en el estado estadounidense de Kansas. En el año 2010 tenía una población de 704 habitantes y una densidad poblacional de 4,82 personas por km².

## Geografía
El municipio de Williamsburg se encuentra ubicado en las coordenadas 38°26′28″N 95°26′20″O / 38.44111, -95.43889. Según la Oficina del Censo de los Estados Unidos, el municipio tiene una superficie total de 146.2 km², de la cual 144,44 km² corresponden a tierra firme y (1,2 %) 1,76 km² es agua.

## Demografía
Según el censo de 2010, había 704 personas residiendo en el municipio de Williamsburg. La densidad de población era de 4,82 hab./km². De los 704 habitantes, el municipio de Williamsburg estaba compuesto por el 96,16 % blancos, el 0,14 % eran afroamericanos, el 1,85 % eran amerindios y el 1,85 % eran de una mezcla de razas. Del total de la población el 2,13 % eran hispanos o latinos de cualquier raza.